# Molembais-Saint-Pierre
Molembais-Saint-Pierre is een dorp in de Belgische provincie Waals-Brabant. Het ligt in Huppaye, een deelgemeente van de gemeente Ramillies. Molembais-Saint-Pierre ligt een kilometer ten oosten van het centrum van Huppaye. Ten noordwesten ligt het gehucht Molenbais-Saint-Josse in de gemeente Geldenaken.

## Geschiedenis
Op de Ferrariskaart uit de jaren 1770 is het dorp aangeduid als Molembais St. Pierre.
Op het eind van het ancien régime werd Molenbais-Saint-Pierre een gemeente, maar deze werd al in 1811 opgeheven en bij Huppaye gevoegd.

## Bezienswaardigheden
- De Sint-Pieterskerk (Église Saint-Pierre) is een neogotosch kerkgebouw van 1845. De 15de-16de-eeuwse gotische doopvont in de kerk is beschermd als monument.

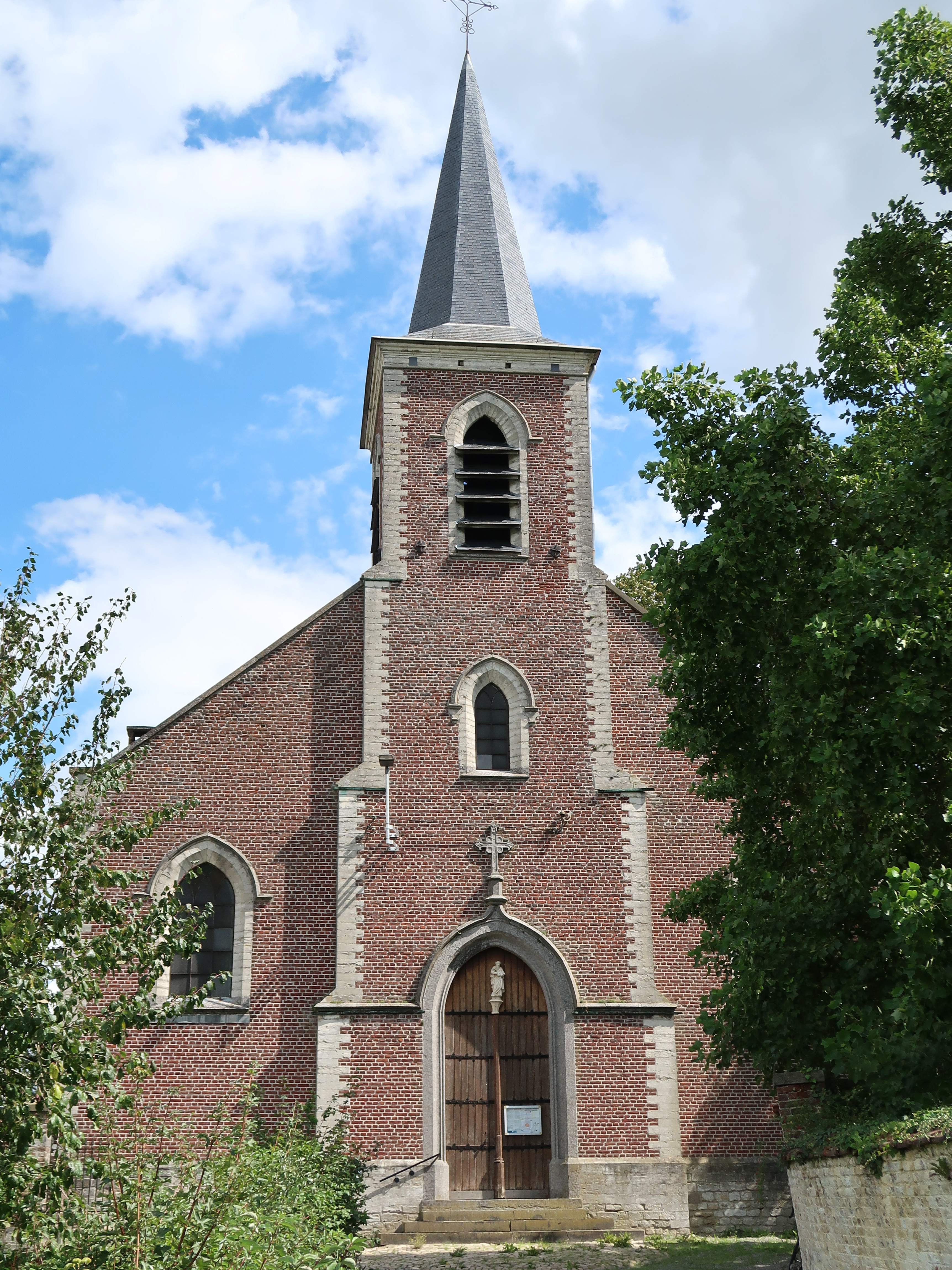
Eglise Saint-Pierre
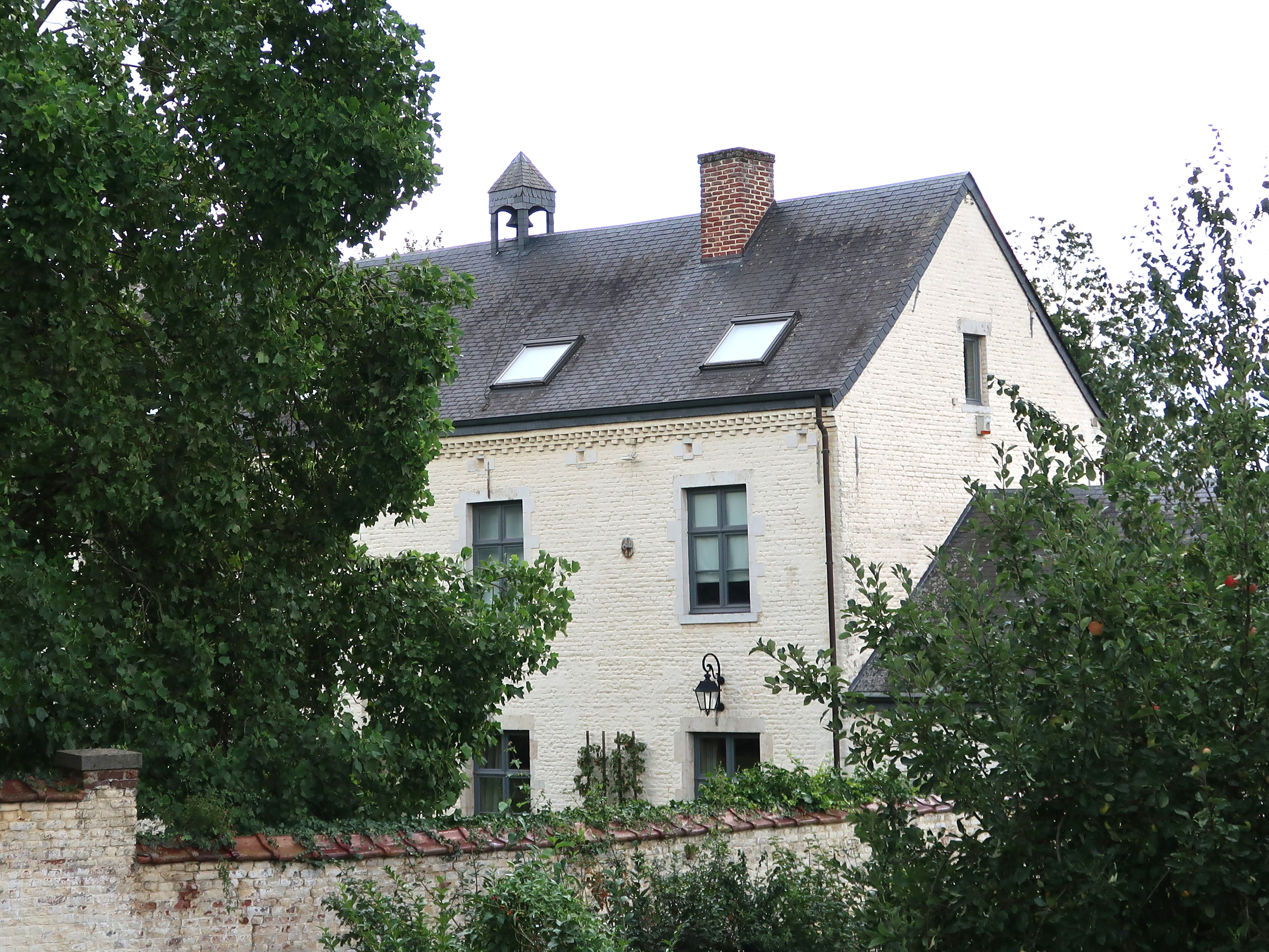
Oude pastorij van Molembais-Saint-Pierre

## Natuur en landschap
De hoogte aan de kerk bedraagt 109 meter.

## Nabijgelegen kernen
Huppaye, Jodoigne, Énines, Autre-Église
Deelgemeenten: Autre-Église · Bomal · Geest-Gérompont-Petit-Rosière · Grand-Rosière-Hottomont · Huppaye · Mont-Saint-André · Ramillies-Offus

Overige dorpen en gehuchten: Geest-Gérompont · Gérompont · Grand-Rosière · Hédenge · Hottomont · Molembais-Saint-Pierre · Offus · Petit-Rosière

Belgische gemeenten · Arrondissement Nijvel · Waals-Brabant · Wallonië